# Jacamar à bec jaune
Galbula albirostris
Espèce
Statut de conservation UICN

 LC  : Préoccupation mineure
Le Jacamar à bec jaune (Galbula albirostris) est une espèce d'oiseau de la famille des galbulidés (ou Galbulidae).